# Mario Hipólito González
Mario Hipólito González (Adelia María, Argentina, 6 de septiembre de 1947-Atlántico Sur, 1 de mayo de 1982) fue un aviador militar de la Fuerza Aérea Argentina que murió en combate en la guerra de las Malvinas.

## Actuación en la guerra de las Malvinas
El 1 de mayo de 1982, en los primeros combates de la guerra, salieron en una misión de ataque tres Canberras MK-62, con el indicativo «Rifle». En el B-110 fue el primer teniente Eduardo Jorge Raúl de Ibáñez y el teniente Mario Hipólito González. Antes de que llegaran al objetivo, dos aviones británicos Sea Harrier FRS-1 los interceptaron. El Sea Harrier ZX451 lanzó un misil AIM-9 Sidewinder que derribó al avión de González y de Ibáñez. Estos se eyectaron sobre el mar y murieron al no poder ser rescatados. En tanto que sus compañeros pudieron escapar rumbo al continente.
El primer teniente González fue ascendido a capitán post mortem y condecorado con la cruz de la Nación Argentina al Valor en Combate por ley 25 576 del 11 de abril de 2002.